# Direktøren for det hele

Direktøren for det hele (también conocida The Boss of It All o como El jefe de todo esto) es una comedia danesa de 2006 dirigida por Lars Von Trier. Es una coproducción de Dinamarca con Suecia, Islandia, Italia, Francia, Noruega y Finlandia.

## Trama
El dueño de una empresa de servicios informáticos desea venderla, pero, durante años, había fingido que el dueño real vivía en Estados Unidos y se comunicaba con ellos solo por correo electrónico. De esa manera, todas las decisiones erróneas podían ser atribuidas al jefe ausente. Sin embargo, el posible comprador insiste en conocer al presidente en persona, así que el dueño se ve obligado a contratar a un actor fracasado para que interprete al supuesto jefe. De repente, el actor se da cuenta de que está envuelto en una historia que acabará mal, así que empieza a improvisar, para sorpresa del comprador y de los trabajadores de la compañía, quienes finalmente consiguen conocerle.

## Premios y nominaciones
Fue nominada como mejor película en el Festival de San Sebastián en 2006, y en 2007 obtuvo dos nominaciones (mejor actor y actriz de reparto) a los Premios Bodil (de la asociación de críticos de cine de Dinamarca) y tres nominaciones (mejor actor, actor de reparto y guion original) en el Robert Festival (festival danés).